# Helcogramma fuscipectoris
Helcogramma fuscipectoris es una especie de pez de la familia Tripterygiidae en el orden de los Perciformes.

## Morfología
• Los machos pueden llegar alcanzar los 3,2 cm de longitud total.

## Hábitat
Es un pez de mar  y de clima subtropical que vive hasta los 5 m de profundidad.

## Distribución geográfica
Se encuentra en el Japón, las Islas Ryukyu, Taiwán, Hong Kong, las Filipinas, el Vietnam, Tailandia, Malasia, Indonesia y Vanuatu.